# Vietnam en el Festival de la Canción de la UAR
Vietnam debutó en el Festival de la Canción de la UAR en 2012. La emisora vietnamita, Vietnam Television (VTV), ha sido el organizador de la entrada vietnamita desde el debut del país en el certamen en 2012.

## Historia
VTV es uno de los miembros fundadores del Festival de la Canción de la UAR, ha participado desde la primera edición del Festival Televisivo de la Canción de la UAR 2012.

## Participaciones de Vietnam en el Festival de la Canción de la UAR
| Año  | Sede  | Artista        | Canción                 | Idioma     | N.º de Actuación |
| ---- | ----- | -------------- | ----------------------- | ---------- | ---------------- |
| 2012 | Seúl  | Lê Việt Anh    | "Mây"                   | Vietnamita | N.º 05           |
| 2013 | Hanói | The Pentatonic | "Cao nguyên đá"         | Vietnamita | N.º 15           |
| 2013 | Hanói | Văn Mai Hương  | "Là anh đó"             | Vietnamita | N.º 16           |
| 2014 | Macao | Ngoc Anh       | "Xuân vẫn sang diệu kì" | Vietnamita |                  |

## Festivales organizados
| Año  | Localización | Lugar          | Presentadores                 |
| ---- | ------------ | -------------- | ----------------------------- |
| 2013 | Hanói        | Ópera de Hanói | Jamaica dela Cruz & Hong Phuc |